# Neivamyrmex maxillosus
Neivamyrmex maxillosus é uma espécie de formiga do gênero Neivamyrmex.